# Duílio Dias
Duílio Dias, ou Duílio, ou também Canhão (Ponta Grossa, 2 de outubro de 1935 — Curitiba, 1991), foi um futebolista brasileiro que atuou como atacante.
Jogou pelo Operário Ferroviário (de 1950 a 1954), Coritiba Foot Ball Club (de 1954 a 1963) e Esporte Clube Água Verde (de 1963 a 1965), sendo o maior goleador da História do Campeonato Paranaense de Futebol com 119 gols, e o maior goleador do Coritiba com 254 gols. Pelo alvi-verde curitibano foi campeão estadual em 1954, 1956, 1957, 1959 e 1960.
Duílio é pai de Duílio Junior, zagueiro e capitão campeão brasileiro de 1984 pelo Fluminense Football Club, entre outros destaques.